# Пайн (округ)
Пайн (англ. Pine County) — округ в штате Миннесота, США. Административный центр и крупнейший город — Пайн-Сити. По переписи 2000 года в округе проживают 26 530 человек. Площадь — 3716 км², из которых 3655,1 км² — суша, а 60,9 км² — вода. Плотность населения составляет 7 чел./км².

## История
Округ был основан в 1856 году.